# Ectropis obscurata
Ectropis obscurata är en fjärilsart som beskrevs av Heinrich 1917. Ectropis obscurata ingår i släktet Ectropis och familjen mätare. Inga underarter finns listade i Catalogue of Life.